# Liste der Mitglieder der Bremischen Bürgerschaft (8. Wahlperiode)
Die 8. Legislaturperiode der bremischen Bürgerschaft lief von 1971 bis 1975. Sie wurde eingeleitet durch die Wahl vom 10. Oktober 1971.
Die Wahlbeteiligung belief sich auf 80,0 %.
Präsident der Bürgerschaft war Dieter Klink (SPD).

## Wahlergebnis
| Partei   | Stimmenanteil | Mandate |
| -------- | ------------- | ------- |
| SPD      | 55,3 %        | 59      |
| CDU      | 31,6 %        | 34      |
| FDP      | 7,1 %         | 7       |
| Sonstige | 6,0 %         | 0       |

## Abgeordnete
Hinweis: Die Bremerhavener Abgeordneten waren nur im Landtag vertreten. Das Mandat von Senatoren ruhte.

### A
- Armgort, Karl-Eddi (SPD), ab 24. November 1972 für Hartjen

### B
- Behrens, Heinrich (SPD), bis 31. März 1974 (Verzicht)
- Blöchl, Udo (CDU), nur Landtag
- Böhrnsen, Gustav (SPD)
- Borttscheller, Georg (FDP), bis 27. August 1973 (†)
- Brasse, Wilhelm (CDU)
- Brauns, Dieter (CDU), nur Landtag
- Brinkmann, Oswald (SPD), Mandat ruhte ab 15. Dezember 1971 da Senator
- Brockmann, Willibert (SPD)
- Brückner, Herbert (SPD), Mandat ruhte da Senator
- Bugla, Gerhard (SPD), Vizepräsident

### C
- Cassens, Johann-Tönjes (CDU), Stellv. Fraktionsvorsitzender
- Czichon, Günther (SPD)

### D
- Dickhut, Johann (SPD)
- Dittrich, Helmut (SPD)
- Domscheit, Arthur (CDU)

### E
- Ehlers, Reinhard (CDU), Vizepräsident
- Erfurth, Wolfgang (CDU)

### F
- Filzen, Wilhelm (CDU)
- Fischer, Gerhard (SPD)
- Fischer, Robert (CDU)
- Fluß, Manfred (SPD)
- Förster, Ingeborg (CDU)
- Foth, Werner (CDU), nur Landtag
- Franke, Horst Werner (SPD), Stellv. Fraktionsvorsitzender
- Franke, Walter (SPD), Fraktionsvorsitzender bis 5. März 1975, danach Senator
- Franz, Friedrich (FDP)
- Fröhlich, Helmut (SPD), Mandat ruhte ab 15. Dezember 1971 da Senator

### G
- Gaßdorf, Rudolf (CDU)
- Gebel, Anne (SPD)

### H
- Hänecke, Marianne (CDU)
- Hardegen, Reinhard (CDU)
- Hartjen, Karl-Otto (SPD),  bis 16. November 1972 (†)
- Hassel, Horst von (SPD), nur Landtag
- Heiber, Karl (SPD), nur Landtag
- Heuer, Heinz (SPD)
- Hoffrage, Käthe (SPD), nur Landtag
- Howey, Gisela (SPD)
- Hünecke, Friedhelm (SPD)

### I
- Iversen, Gerhard (CDU)

### J
- Jackisch, Paul (CDU)
- Jantzen, Karl-Heinz (SPD), Mandat ruhte da bis 4. September 1978 Senator
- Jettka, Karl-Heinz (SPD)
- John, Harry (FDP), Fraktionsvorsitzender

### K
- Kähler, Egon (SPD), Stellv. Fraktionsvorsitzender, ab März 1975 Fraktionsvorsitzender
- Kahrs, Wolfgang (SPD), Mandat ruhte 15. Dezember 1971 da Senator
- Kaltenstein, Ursula (SPD), nur Landtag
- Kandolf, Heinz (CDU), nur Landtag
- Kauffmann, Egon (CDU), nur Landtag, Schriftführer
- Kiene, Werner (SPD), nur Landtag
- Klatt, Wolfgang (SPD)
- Klein, Günter (CDU), 1971 bis 1973 Fraktionsvorsitzender
- Klink, Dieter (SPD), Bürgerschaftspräsident
- Knorr, Helene (SPD)
- Koenen, Hermann (SPD)
- Koschek, Emil (CDU),  verließ 1975 Fraktion und Partei[1]
- Koschnick, Hans (SPD) Mandat ruhte, da Präsident des Senats
- Krauss, Markus (CDU)
- Kück, Klaus Dieter (SPD), ab 2. Mai 1975 für Lüneburg
- Kuhnert, Günter (FDP), ab 29. August 1973 für Borttscheller
- Kunick, Konrad (SPD)

### L
- Lahmann, Horst Jürgen (FDP)
- Launspach, Ewald (SPD)
- Leinemann, Anneliese (SPD)
- Lenz, Hildegard (SPD), nur Landtag
- Lindemann, Inge (SPD), ab 12. März 1975 für Franke
- Lüneburg, Karl (SPD), bis 30. April 1975 (Verzicht, da er zum Ortsamtsleiter gewählt wurde)
- Lütjen, Hede (SPD)

### M
- Maas, Wolfgang (CDU)
- Maaß, Gertrud (SPD)
- Meier, Friedrich (SPD)
- Metz, Reinhard (CDU)
- Meyer, Bernd (SPD)
- Meurer, Anton (CDU)
- Mevissen, Annemarie (SPD), Mandat ruhte da Senatorin
- Bernd Meyer (SPD), ab 15. Dezember für Brinkmann
- Michalski, Erich (SPD), nur Landtag
- Müller, Ella (SPD), Schriftführerin

### N
- Nejedlo, Marie (SPD), nur Landtag
- Neumann, Bernd (CDU), ab 1973 Fraktionsvorsitzender

### O
- Ostendorff, Walter (FDP), Stellv. Fraktionsvorsitzender

### P
- Pöting, Friedrich (SPD), nur Landtag

### R
- Ramke, Günter (CDU)
- Ravens, Bernd (CDU), nur Landtag
- Reichelt, Georg (SPD)

### S
- Sagner, Lothar (CDU), nur Landtag
- Schäfer, Johannes (CDU), nur Landtag
- Schäfer, Otto (SPD), ab 8. April 1974 für Behrens
- Schelter, Wilhelm (SPD)
- Schepers, Wilhelm (CDU)
- Scherer, Friedrich (SPD)
- Scherf, Henning (SPD)
- Schnakenberg, Bruno (SPD)
- Schulenburg, Wedige von der (CDU)
- Schütte, Eva (FDP)
- Schumacher, Heinrich (CDU)
- Senft, Peter (SPD), ab 15. Dezember 1971 für Fröhlich
- Seifriz Hans Stefan (SPD), Mandat ruhte da Senator
- Sieling, Hans-Hermann (CDU), ab 17. Oktober 1973 Stellvertretender Fraktionsvorsitzender
- Sixt, Hans-Martin (SPD)
- Sonntag, Werner (SPD)
- Spies, Hannelore (CDU)
- Stäcker, Horst (SPD)
- Stichweh, Hermann (SPD)
- Stieringer, Karin (CDU)
- Stuchlik, Marlis (SPD), ab 15. Dezember für Kahrs

### T
- Tepperwien, Fritz (SPD)
- Thape, Moritz (SPD), Mandat ruhte da Senator
- Tiedemann, Dieter (SPD), nur Landtag, Stellv. Fraktionsvorsitzender

### U
- Urban, Georg (CDU)

### W
- Wedemeier, Klaus (SPD)
- Wehrmann, Fritz (SPD)
- Johannes Wenke (SPD), nur Landtag
- Würdemann, Walter (SPD), nur Landtag